# Ото III (Шаумбург)
Вижте пояснителната страница за други личности с името Ото III.
Ото III фон Холщайн-Шаумбург (* 1426; † 1510) е управляващ граф на Холщайн-Пинеберг (1492 – 1510) и Шаумбург (1492 – 1498).
Той е третият син на граф Ото II фон Шауенбург (1400 – 1464) и съпругата му графиня Елизабет фон Хонщайн († 1468), дъщеря на граф Ернст II фон Хонщайн-Клетенберг († 1426) и Анна София фон Щолберг († 1436).
Брат е на Адолф X (1419 – 1474), Ерих (1420 – 1492), Антон (1439 – 1526), Йохан IV (1449 – 1527), Хайнрих III († 1508), от 1473 г. епископ на Минден. Сестрите му са: Анна († 1495), омъжена 1450/1452 за граф Бернхард VII фон Липе († 1511), и на Матилда († 1468), омъжена 1463 за херцог Бернхард II фон Брауншвайг-Люнебург († 1464) и 1466 за херцог Вилхелм фон Брауншвайг-Волфенбютел († 1482).
От 1492 до 1498 г. Ото III управлява Холщайн-Пинеберг и племенното графство Шауенбург заедно с брат си Антон. След разделянето на графството през 1498 г. Ото III получава Холщайн-Пинеберг и резидира в Пинеберг. Антон управлява графство Шауенбург (Шаумбург) заедно с най-малкия си брат Йохан IV с резиденция град Щадтхаген.
Ото не се жени и умира през 1510 г. Антон и Йохан го наследяват като графове на Холщайн-Пинеберг, и така графството отново е обединено.